# Peters princip

Peters princip

Peters princip lanserades av Dr. Laurence J. Peter. Innebörden av Peters princip är att alla framgångsrika medarbetare i en hierarkisk struktur kommer att befordras till sin högsta kompetensnivå eftersom de har visat sig vara bra på det de gör. Efter detta kommer de att befordras till sin inkompetensnivå.
Följdsats 1: Om tiden och antalet trappsteg är tillräckliga kommer varje anställd att klättra till och stanna på en nivå högre än dennes kompetens medger.
Följdsats 2: Med tiden kommer alla befattningar att innehas av någon som är inkompetent att sköta uppgiften.
Teorin lanserades på ett humoristiskt sätt i boken The Peter Principle, utgiven 1969. Bokens svenska titel är "Peters princip : en 'hierarkiologisk studie' av inkompetensens förekomst och symtom" och är översatt och något försvenskad av Jan Wahlén, utgiven 1970. Teorins centrala del beskrivs i boken som följer:
I en hierarkisk organisation kommer varje anställd att befordras till sin inkompetensnivå.
Principen illustreras i riklig mängd i den tecknade serien Dilbert (bl.a. i seriealbumet Dilbertprincipen), där huvudfiguren stångas resultatlöst mot inkompetensen hos medarbetare men framförallt hos överordnade.